# Diane Ackerman
Diane Ackerman   (Waukegan, 7 d'octubre de 1948) és una poeta, assagista i naturalista nord-americana coneguda principalment pels seus assaigs sobre la identitat humana i la naturalesa de l'amor. Posseeix una àmplia curiositat i exploracions poètiques del món natural.

## Biografia

#### Educació i carrera
Ackerman es va llicenciar en Arts en anglès per Universitat Estatal de Pennsilvània i va realitzar un màster en arts, un en belles arts i un doctorat en filosofia a la Universitat de Cornell. Ha sigut professora a diverses universitats, com Columbia i Cornell i escriu regularment a premsa.
Els seus assajos sobre la natura humana han aparegut a The New York Times, Smithsonian, Parade, The New Yorker, National Geographic i moltes altres revistes i/o diaris. D'altra banda, les seves investigacion l'han portat a llocs tan diversos com Mata Atlàntic al Brasil (treballant amb tamarins lleons daurats en perill d'extinció), a Patagònia (treballant amb balenes francas), a Hawaii (amb balenes geperudes), Califòrnia (etiquetatge de papallones monarca als seus llocs d'hivern), French Frigate Shoals (amb foques monjos), Toroshima, Japó (albatros de cua curta), Texas (amb la conservació internacional de ratpenats), la selva amazònica i l'Antàrtida (pingüins). El 1986, va ser semifinalista del Projecte Periodista a l'Espai de la NASA, tot i que el programa es va cancel·lés després del desastre del transbordador espacial Challenger, que portava a Christa McAuliffe com a especialista en càrrega útil amb el Teacher in Space Project. Una cursiositat és que una molècula ha rebut el seu nom: dianeackerona, una feromona sexual de cocodril.
La col·lecció dels seus manuscrits, escrits i articles (els Diane Ackerman Papers, 1971–1997—Col·lecció núm. 6299) es troba a la Biblioteca de la Universitat de Cornell.

## Llibres
Les seves obres de no ficció inclouen, més recentment, The Human Age: The World Shaped by Us, que celebra la natura, l'enginy humà i explora com ens hem convertit en la força dominant del canvi al planeta; les seves memòries Cent noms per amor, sobre l'ictus, l'afàsia i la curació; Dawn Light, una meditació poètica sobre l'alba i el despertar; The Zookeeper's Wife, narrativa de no ficció ambientada a Varsòvia durant la Segona Guerra Mundial, una història de persones, animals i actes subversius de compassió; Una alquímia de la ment sobre les meravelles i misteris del cervell, basada en la neurociència moderna; Cultivant Delight, una història natural del seu jardí; Deep Play, que considera el joc, la creativitat i la nostra necessitat de transcendència; A Slender Thread, sobre la seva feina com a consellera de línia de crisi; The Rarest of the Rare i The Moon by Whale Light, en què explora la difícil situació i la fascinació dels animals en perill d'extinció; A Natural History of Love, un recorregut literari per les múltiples facetes de l'amor; A Extended Wings, les seves memòries de volar; i Una història natural dels sentits, una exploració dels cinc sentits.
La seva poesia s'ha publicat a les principals revistes literàries i en col·leccions, com ara Jaguar of Sweet Laughter: New and Selected Poems. El seu primer llibre de poesia, The Planets, A Cosmic Pastoral va ser regalat per Carl Sagan a Timothy Leary mentre Leary estava empresonat. La seva obra de versos, Tro al revés, celebra la vida apassionada i tràgica de la monja del segle XVII, i també poeta i naturalista, Juana Inés de la Cruz. Ackerman també escriu llibres de natura per a nens.

## Adaptacions
Una adaptació cinematogràfica del llibre d'Ackerman, The Zookeeper's Wife, protagonitzada per Jessica Chastain com Antonina Żabińska, es va estrenar als Estats Units el 31 de març de 2017. Es poden veure més fotos de l'aixecament del gueto de Varsòvia de la dona del cuidador del zoològic al lloc web anomenat "La casa sota l'estrella boja".
El 1995, Ackerman va acollir una minisèrie Nova de cinc parts, Mystery of the Senses, basada en el seu llibre, A Natural History of the Senses. On Extended Wings va ser adaptat per a l'escenari per Norma Jean Giffin, i es va representar al William Redfield Theatre de Nova York (1987). Una adaptació musical (de Paul Goldstaub) del seu poema dramàtic, Reverse Thunder, es va representar a la Old Dominion University (1992).

## Premis i honors
El 2015, The Human Age d'Ackerman va guanyar el National Outdoor Book Award en la categoria de Literatura d'Història Natural i el PEN New England's Henry David Thoreau Prize per a l'escriptura de la natura. El 2012, va ser finalista tant del Premi Pulitzer com del National Book Critics Circle Award per Cent noms per amor. The Zookeeper's Wife va rebre un premi <i id="mwyg">Orion</i> Book Award el 2008. Ha rebut un D. Lit del Kenyon College, Guggenheim Fellowship, John Burroughs Nature Award, Lavan Poetry Prize i ha estat guardonada com a Lleó Literari de la Biblioteca Pública de Nova York. Ackerman ha tingut tres best-sellers al New York Times : The Human Age (2014), The Zookeeper's Wife (2008) i A Natural History of the Senses (1990). És membre del New York Institute for the Humanities .

## Vida personal
Ackerman es va casar amb el novel·lista Paul West al 1930, però es van divorciar al 2015. Actualment, viu a Ithaca, Nova York.

## Obres seleccionades

### Poesia
- Els planetes: una pastoral còsmica (1976)
- Esposa de la llum (1978)
- Lady Faustus (1983)
- Tro al revés (1988)
- Jaguar del riure dolç: poemes nous i seleccionats (1991)ISBN 9780307763389
- Lloo el meu destructor (1998)ISBN 9780307763372
- Origami Bridges (2002)

### No ficció
- Why Leaves Turn Color in the Fall assaig de Diane Ackerman, middletownhs.org — Una versió d'aquest assaig es va publicar com a capítol al llibre de 1990 A Natural History of the Senses a la secció sobre visió.
- El crepuscle dels peus tendres (1980)
- A les ales esteses (1985)
- Una història natural dels sentits (1990)ISBN 9780307763310
- The Moon by Whale Light i altres aventures entre ratpenats i cocodrils, pingüins i balenes (1991)[50] LCCN 91052665-{{{3}}}ISBN 0394585747
- Una història natural de l'amor (1994)ISBN 9780307763327
- El més rar dels rars (1995)ISBN 0-679-40346-9
- Un fil prim (1997)ISBN 9780307763365
- Deep Play (1999)ISBN 9780307763334
- Cultivant el plaer: una història natural del meu jardí (2002)[51]ISBN 9780786240753
- Una alquímia de la ment: la meravella i el misteri del cervell (2004)
- The Zookeeper's Wife: A War Story (2007)ISBN 9780393069358
- Dawn Light: ballant amb grues i altres maneres de començar el dia (2009)
- Cent noms per a l'amor: un ictus, un matrimoni i el llenguatge de la curació (2011)ISBN 9780393341744
- L'era humana: el món modelat per nosaltres (2014)[52]ISBN 9781443423014

### Llibres infantils
- Hideaway de la foca monjo (1995)
- Bats: Shadows in the Night (1997)
- Animal Sense (poesia), il·lustrat per Peter Sis. (2003)ISBN 9780375923845